# Victimae paschali laudes

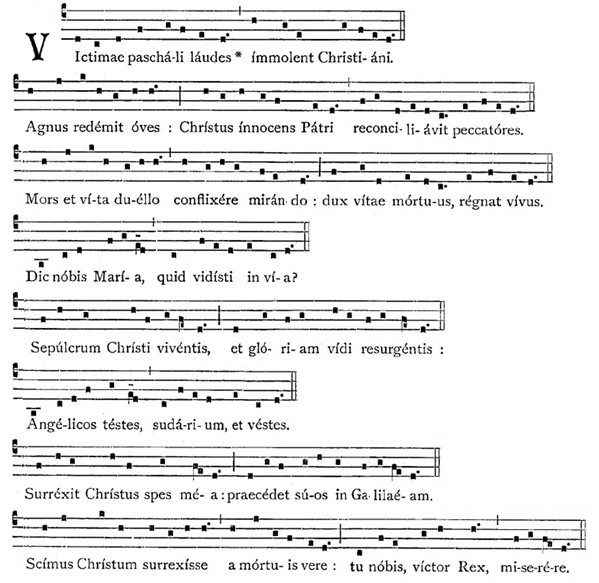
Text i música de la Seqüència "Victimae Pascali Laudes"

Víctimæ paschali laudes és una de les quatre seqüències que el Missal de Pau VI va mantenir. La litúrgia de ritu llatí ha conservat les seqüències de forma testimonial, ja que la reforma litúrgica del Concili Vaticà II només en va conservar quatre, dues de caràcter obligatori i dues d’ús facultatiu. Les obligatòries són la seqüència Veni, Sancte Spíritus per al diumenge de Pentecosta, i Víctimæ paschali laudes, per al dia i l’octava de Pasqua. Les facultatives són les seqüències Lauda Sion per al dia de Corpus i Stabat Mater per a la festa de la Mare de Déu dels Dolors, el 15 de setembre. La reforma de Pius VI va mantenir una cinquena seqüència, Dies Iræ, però passant de la Missa a l’Ofici Diví, com a himne facultatiu, la darrera setmana de l'any litúrgic.

## Estudi històric

### Context històric en què es va escriure
El s. IX estigué marcat per la decadència de la monarquia carolíngia, debilitada per les rivalitats que enfrontaven els descendents de Carlemany, i aguditzada per les invasions normandes. Els primers senyals de disgregació ja s’aprecien en el regnat del seu fill, Lluís el pietós i es confirmen després de la seva mort el 840. El 843, el Tractat de Verdum fraccionava l’Imperi carolingi entre Carles el Calb que heretaria la zona de l’actual França, Lluís el Germànic que heretaria tota la zona est d’Europa, i Lotari i que heretaria la zona central entre aquells territoris. Quaranta anys més tard, el 887, la dinastia d'Hug I Capet va desplaçar la dinastia carolíngia. Començava una època d’invasions i inestabilitat en una societat essencialment rural, senyorial, i que havia de fer contínuament la guerra. Fins a finals del s. XII no començarien a bufar uns altres aires amb el desenvolupament de les ciutats, les noves estructures econòmiques i socials que marcarien una evolució diferent, i que portarien a una renovació de tots els àmbits de la societat.   
Aquest context polític marcat per una època de fluctuació i inestabilitat marcà també el context litúrgic i cultural. Pel que fa al culte i a la litúrgia, el període que va de Gregori el Gran a Gregori VII (1072-1085) es veié marcat per una sèrie de fets. En primer lloc hi hagué a Roma una sistematització de la litúrgia que es feia en aquella ciutat (el que s’entendria com a litúrgia romana en sentit estricte). Els pelegrins que visitaven Roma anaven exportant elements d’aquesta litúrgia sistematitzada cap als països francs, però fou el poder reial qui més endavant (a partir del 754) l'exportaria de forma oficial. Pipí el breu i Carlemany volgueren, per motius polítics, una romanització de l’antiga litúrgia autòctona (o gal·licana) al nord dels Alps, que ben aviat s’hibridaria amb la litúrgia romana imposada. Això portaria una època d’una certa «anarquia litúrgica» que acabaria desembocant en l’aparició d’una litúrgia romano–franca (o romano–germànica), que més tard retornaria a la pròpia Roma on els otons l’imposarien sobretot després de la renovatio imperii el 962. Aquesta imposició feta a la mateixa ciutat de Roma no és altra cosa que un senyal de la decadència de la vida i del culte romans d’aquell moment, si bé es tracta d’un període importantíssim en la història del culte cristià, ja que és en aquest context i en aquesta època que es fixà la litúrgia llatina (que com s’ha vist no és purament romana sinó que ve d’una hibridació entre la litúrgia romana antiga i la litúrgia franca).      
Pel que fa a l'edifici cultural que s’havia anat construint al voltant de l'Imperi Franc,  tota aquesta inestabilitat política el va anar afectant. Durant el regnat de Carles el Calb encara hi havia poetes i homes de lletres al voltant de la cort, però la situació de calamitat que vivia l’imperi va fer que la cultura anés retornant als monestirs i les catedrals. Fulda, St. Gall, Reichenau, Montecassino o Cluny són exemples de centres monàstics importants, centres que amb el pas dels segles anirien perdent importància mentre la guanyaven escoles catedralícies com les de Chartres o Reims. En una societat en declivi i que respirava una gran inseguretat, els monestirs eren com petits nuclis de societats estables, que podien oferir allò que el conjunt de la societat necessitava però no trobava en l’organització ordinària de l'estat. La cultura era un d’aquests aspectes, i anava indissolublement lligada al culte.
Les invasions del nord d’Europa van implicar la destrucció de nombroses abadies i monestirs. Això va obligar a moltes comunitats a transportar biblioteques senceres o exemplars únics de llibres a d'altres centres monàstics en indrets més estables cap al sud, com els que hi havia a la zona de l’actual Suïssa. El que aparentment pot ser vist com una desgràcia, va donar peu a molts i fecunds intercanvis culturals pel trobament de persones, idees, textos, coneixements i maneres de fer que va suposar. Un exemple d’aquesta fecunditat la trobem en la creació de noves formes de cant litúrgic: els trops i les seqüències.
De forma paral·lela i lligada amb el cant litúrgic, també la música i la seva escriptura anava evolucionant. Les noves formes de cant, la introducció del ritu romà (i del seu cant) en un territori que tenia la seva pròpia tradició, el trasllat de les formes litúrgiques a diferents àrees geogràfiques i la necessitat d’unificar el culte com una manera de donar identitat pròpia a un territori molt ampli, van crear la necessitat de fixar la música per escrit. La memòria no era suficient per retenir i transmetre un repertori que cada cop s’anava fent més ampli i complex. Aquest fou un procés que s’inicià al voltant del s. VIII i no acabaria fins ben entrat el s. XIII, moment en què ja tenim un sistema de notació de la música eficaç i àmpliament acceptat arreu. Els primers sistemes d'escriptura musical anomenats de forma genèrica com a sistemes de «notació neumàtica» —per l’ús dels neumes o símbols anteriors a les notes musicals que emprem avui—, eren un camí intermedi entre l'escriptura i la memòria, ja que no podien fixar els intervals amb exactitud. Només es tractava d’un mètode per recordar al cantor una melodia que ja havia de saber prèviament de memòria. El trop i la seqüència sorgiren com a sistemes mnemotècnics que ajudaven d’alguna manera a pal·liar aquesta necessitat, en un punt d’aquesta evolució.
En tot aquest context, el monestir de St. Gall tenia un lloc privilegiat. De seguida començà a esdevenir un gran centre cultural i de prestigi, i tot aquest moviment l’afavorí de tal manera que ser «monjo de St. Gall» era sinònim de savi, poeta i artista. Pel tema que ens ocupa ens interessa esmentar quatre monjos que van desenvolupar les seves arts en aquest medi: Tutiló (considerat el creador dels trops), Hartmann i Radbert (autors de nombrosos versus i himnes) i Notker Balbulus (l’artífex de l'expansió de les seqüències), la figura del qual es tracta més endavant. Tots ells es trobaven en el context adequat per al naixement de noves formes, una època en què hi havia necessitat de donar més amplitud i solemnitat a l’ofici diví, una època en què hi hagué una interacció entre el cant romà com patrimoni melòdic sancionat per l’Església i el cant franc que és cultivat en una àmplia zona que havia de cedir el pas, una època en què l'escriptura de la música estava en plena evolució. 
El trop és un complement del cant sense una forma fixada, sinó més aviat a mode d’apèndix. Pot ser un text nou que s’adapti de forma sil·làbica a un melisma existent, un text nou amb una melodia nova, o bé una interpolació melòdica feta al text litúrgic o al cant gregorià amb finalitats purament ornamentals.
Les seqüències són un cas concret del trop, o més aviat els trops foren com un primer esbós de les seqüències. Sembla que la seva història es podria dividir en tres etapes. L'estadi més primitiu correspondria al seu naixement, lligat a la tradició benedictina del cant comunitari. Com a conseqüència de la importància que St. Benet conferí al cant, els monjos havien anat perfeccionant aquesta pràctica durant segles. Una de les parts que més ornaments havia acumulat era l’al·leluia de la Missa. Cada una de les seves síl·labes s’allargava amb una gran quantitat de notes i modulacions, especialment la «a» final, que en alguns casos havia arribat a comptar fins a 70 notes. Aquestes longissimæ melodiæ es feien molt difícils de recordar amb un sistema d'escriptura neumàtic.
Al mateix temps que això passava, els pobles normands del nord d’Europa assoliren un creixement desmesurat, per causa de la poligàmia. Això els va portar a la pràctica de les emigracions periòdiques, ja que a la seva terra originària només hi tenien vida els fills primogènits que eren els hereus. I aquestes emigracions eren viscudes com a invasions pels pobles d’Europa central, ja que saquejaven tot el que trobaven pel camí. En una d’aquestes incursions, l’any 851, van arribar fins al monestir de Jumièges. Però els seus habitants i els de les zones limítrofes, advertits d’aquest fenomen, van ser a temps per abandonar el territori i endur-se amb ells les seves pertinences més preuades.
Un dels monjos fugitius de Jumièges va arribar fins a St. Gall. Portava entre els pocs objectes que havia pogut agafar un llibre d’oracions i cants, que faria descobrir a Notker unes perspectives insospitades. Notker, llegint el llibre anys més tard, va observar una pràctica que desconeixia: en els llargs melismes de la «a» final de l’al·leluia, en lloc d’haver-hi escrita una «a» per a cada nota, hi havia escrit un text sil·làbic amb l’únic finalitat de ser un recurs per a la memòria del cantor (és més fàcil recordar una melodia que va associada a un text, que no pas 70 notes seguides amb una única lletra). Per a Notker era insuperable la dificultat per a memoritzar les llargues melodies de l’al·leluia, segurament no només a causa de la seva tartamudesa sinó també per la imperfecció de la notació musical del moment. De seguida va qualificar el mètode de molt pràctic, i començà a posar lletra als llargs melismes que es cantaven a la seva abadia. Aquests ornaments que seguien la paraula «al·leluia» portaven el nom de sequentiæ, nom que es va estendre després als textos que hi van anar associats.
El mateix Notker explica en el Proemium del seu Liber Sequentiarum com es va passar dels melismes del iubilus al·leluiàtic a la creació d’un nou text melòdic. Després d'explicar que s’havia inspirat en un antifonari portat a St. Gall per un monjo de Jumièges, afegeix:
| «                 | Havent escoltat això, vaig corregir amb molta cura el text intercalat que hi havia sota les notes de la síl·laba «ia» d’al·leluia. En canvi em va resultar impossible adaptar les que hi havia sota les síl·labes «le» i «lu». Després me’n vaig adonar que era facilíssim, com es veu en els poemes Dominus in Sina i Mater. Amb aquesta experiència vaig dictar de seguida Psallat Ecclesia, mater illibata. Quan vaig ensenyar aquests versets al meu mestre Marcel, aquest, ple de gran alegria, els va posar al costat del llibre de cor i els va inserir allà perquè els escolans els cantessin. I em va animar que els reunís en un volum per a oferir-los com a regal a alguna autoritat, cosa que jo, per pudor, no he fet fins ara. Però avui, cedint davant els continus precs del germà Otari, que m’urgeix a escriure quelcom en lloança vostra, i considerant-me incapaç, amb raó, de fer res que sigui digne, m’he vist animat i empès molt a pesar meu, i goso dedicar a vostra Altesa aquest petitíssim obsequi» | » |
| — Notker Balbulus | |   |

Estudis posteriors han confirmat que les primeres seqüències de l'escola de St. Gall, que eren tingudes per les més primitives, no eren sinó una evolució posterior d’un model preexistent a França i Anglaterra, potser des del s. VII. De fet, fins a començaments del s. XX se l’havia tingut com el creador d’aquest gènere, però pel seu text veiem que no va ser així malgrat haver-ne escrit diverses.
Per tal de facilitar-ne l'execució, les llarguíssimes melodies sobre la darrera vocal de l’al·leluia estaven dividides en diverses frases musicals. En un primer moment el text (versus) no es va aplicar a tota la melodia del iubilus sinó només a algunes de les seves parts (ad sequentias). Aquests versus ad sequentias van derivar de manera natural i simple a les seqüències pròpiament dites: el text es va aplicar no a alguns fragments melòdics, sinó a tot el iubilus sencer i prengué primer el nom de sequentia cum prosa, d’on derivaria el nom més senzill de sequentia per a la nova forma musical.
La segona etapa de l'evolució de la seqüència es produí a començaments del s. XI. En aquest estadi la seqüència se separaria completament de l’al·leluia i adoptaria les formes més precises i regulars de la poesia rítmica: les estrofes adquiririen un equilibri rítmic més gran, i els versos deixarien pas a la consonància i la rima. A aquest segon període pertany la seqüència Victimæ Paschali. Es podria datar abans de l’any 1048, data aproximada de la mort de Wipo de Burgúndia a qui se li atribueix.
La tercera etapa, l’època daurada, és a partir del s. XII. El seu màxim representant fou Adam de St. Víctor († 1192), que l'elevà a un alt grau de perfecció artística: les seves composicions es caracteritzen per un alt grau de fluïdesa dels versos, claredat de pensament, riquesa simbòlica de les imatges, perfecta uniformitat del ritme, estructura regular de les estrofes, ús abundant de la rima. Aquest conjunt de característiques van fer que les seqüències gairebé es poguessin equiparar a l'estil de l’himne llatí, i que les seves composicions coneguessin una ràpida expansió suplantant les antigues i suscitant un gran nombre d’imitadors. Al s. XVI les seqüències publicades eren més de 5.000 i entre els autors més coneguts s’hi compten el mateix Tomàs d’Aquino, autor del Lauda Sion Salvatorem (1264), el papa Innocenci III, a qui s’atribueix el Veni Sancte Spiritus del dia de la Pentecosta, o el franciscà Jacopone de Todi († 1306), autor de l’Stabat Mater.
Aquesta prolífica creació de seqüències de l'edat mitjana, que feu que algunes  esglésies en tinguessin gairebé una per missa, es va acabar amb la reforma tridentina que les va eliminar gairebé totes, conservant-ne només cinc en el Missal de Pius V: Victimæ Paschali laudes per al diumenge de Pasqua, Veni Sancte Spiritus per al diumenge de Pentecosta, Lauda Sion Salvatorem per a la festa de Corpus Christi, i Dies iræ per a les misses de difunts. Stabat Mater dolorosa no s’afegí al missal fins al 1727, per a l’aleshores nova missa de compassione B. Mariæ.
Més endavant, el Missal de Pau VI en conservaria quatre, de les quals només dues tenen el caràcter d’obligatòries.

### Crítica literària